# Книга о Таудале-рыцаре
Книга о Таудале-рыцаре (бел. Аповесць пра Таўдала) — памятник литературы XV века на западнорусском языке церковно-религиозного характера.

## История
Оригинальный рассказ под названием «Видение Тундала» («Visio Tnugdali») появился в XII веке на латинском языке в Ирландии. Белорусский перевод восходит к неизвестному чешскому источнику и создан ранее конца XV века. Он известен в единственном списке, входившем в состав сборника середины XVI века, который хранился в библиотеке графов Красинских в Варшаве и погиб во время Второй мировой войны.

## Сюжет
Сюжет основан на описании необычного путешествия по загробной жизни души рыцаря Таудала, временно потерявшего сознание из-за запоя. Пораженный страданиями грешников в аду, герой раскаивается в своих проступках и решает жить праведно по христианским заповедям.